# Ingefärsordningen
Ingefärsordningen (Zingiberales) är en ordning av enhjärtbladiga växter där bland annat välkända växter som bananer och ingefära ingår. Denna ordning kan även kallas Cannales. Medlemmarna är vanligtvis jätteörter med skaftade blad och ofta ganska stora och ganska komplicerat uppbyggda ensymmetriska blommor. Medlemmar i denna ordning förekommer i huvudsak i tropikerna. Ordningen består av 8 familjer, ett nittiotal släkten och cirka 2200 arter.
I äldre klassificeringssystem, såsom Cronquistsystemet, ingick Zingiberales i underklassen Zingiberidae. I den underklassen ingick även ordningen Bromeliales med den enda familjen Bromeliaceae. I nyare system placeras denna familj istället i ordningen Poales.

## Familjer
- Bananväxter (Musaceae)
- Kostusväxter (Costaceae)
- Hummerkloväxter (Heliconiaceae)
- Ingefärsväxter (Zingiberaceae)
- Kannaväxter (Cannaceae)
- Lowiaceae
- Papegojblomsväxter (Strelitziaceae)
- Strimbladsväxter (Marantaceae)